# هیکیتا بونگورو
هیکیتا بونگورو (به ژاپنی: 疋田 文五郎 Hikita Bungorō)؛ زادهٔ ۱ ژانویهٔ ۱۵۳۷) سامورایی اهل ژاپن است.